# Евпаторийский музей истории Крымской войны
Евпаторийский музей истории Крымской войны — военно-исторический музей в городе Евпатория, открыт в 2012 году. Является отделом Евпаторийского краеведческого музея.

## О музее
Музей истории Крымской войны (ул. Революции, 61) является отделом военной истории Евпаторийского краеведческого музея, рассказывает об основных эпизодах Восточной (Крымской) войны 1853—1856 гг. в Крыму и Евпатории.
Музей открылся в 2012 году.
В залах работают аудио и видеотерминалы, посетителям предлагаются услуги аудиогида на нескольких языках.

## Коллекция
Представлены коллекция оружия, награды Российской империи, предметы личного обихода солдат, картины, литографии русского художника В.Тимма, детали такелажа кораблей, якоря.
Музей состоит их двух залов. Экспозиция рассказывает, в частности, о роли Евпатории в войне, в связи с тем, что первая высадка войск коалиции произошла в районе города, а в ноябре 1854 года в акватории Евпатории затонуло несколько кораблей коалиции. Среди затонувших кораблей был и французский десантный фрегат «Генрих IV», макет которого так же представлен в музее.
5 февраля 2017 года в музее  состоялось открытие выставки «Немые свидетели истории (предметы обмундирования и амуниции войск стран-участниц Восточной (Крымской) войны 1853-1856 гг.», приуроченной к 162-й годовщине штурма Евпатории российскими войсками в период  Крымской  войны 5 (17) февраля 1855 года. На выставке представлены около 260 предметов амуниции российской  и союзных армий из коллекции евпаторийского коллекционера А. Федорчука, в том числе пуговицы мундиров четырех армий, детали от каски нижнего чина пехотного полка Российской армии и знаки отличия  на головные уборы нижних чинов Британской армии, редкие знаки королевской  артиллерии и 68-го пехотного полка Британской армии, а также  наградные медали «В память Крымской войны».

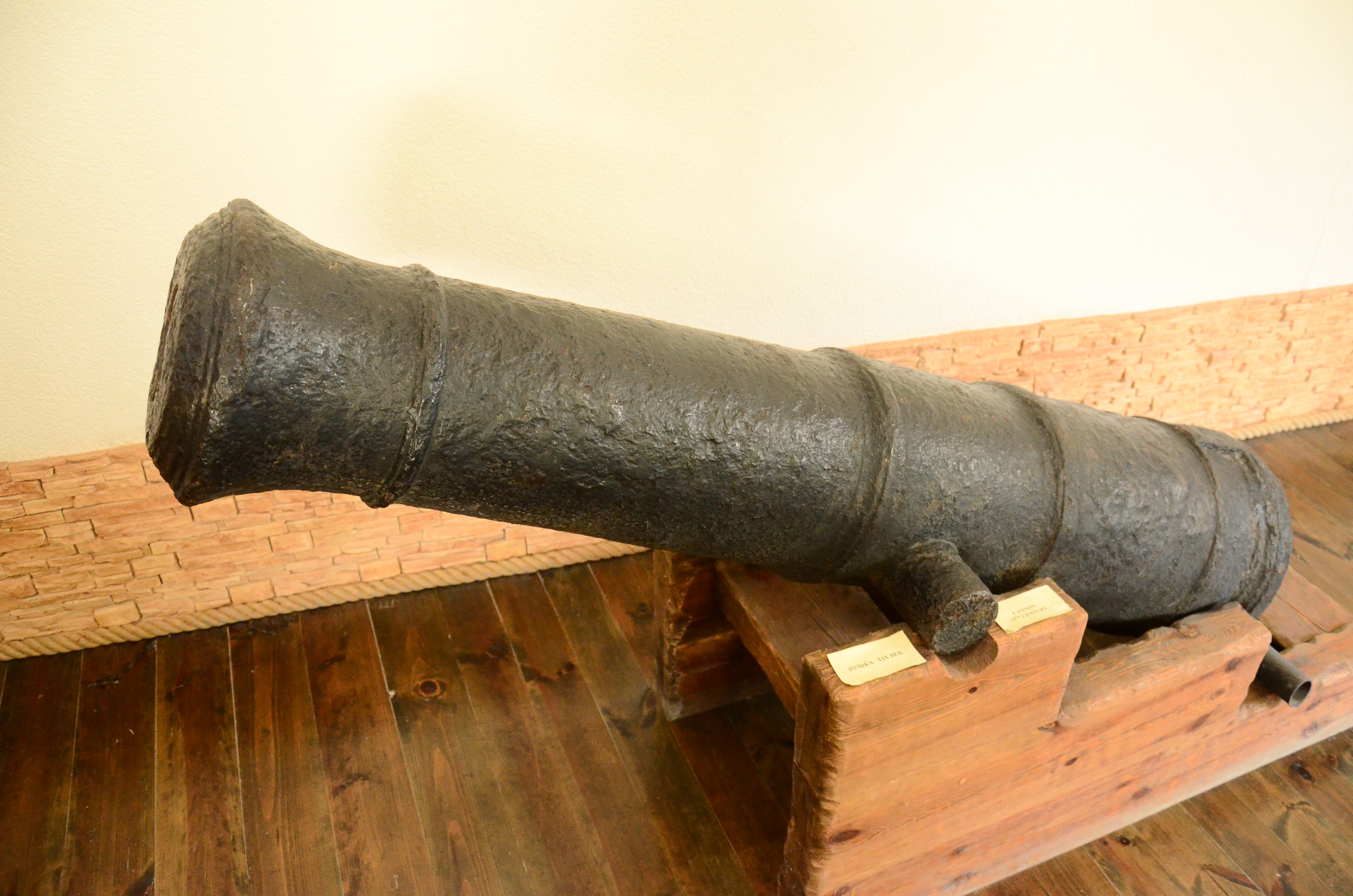
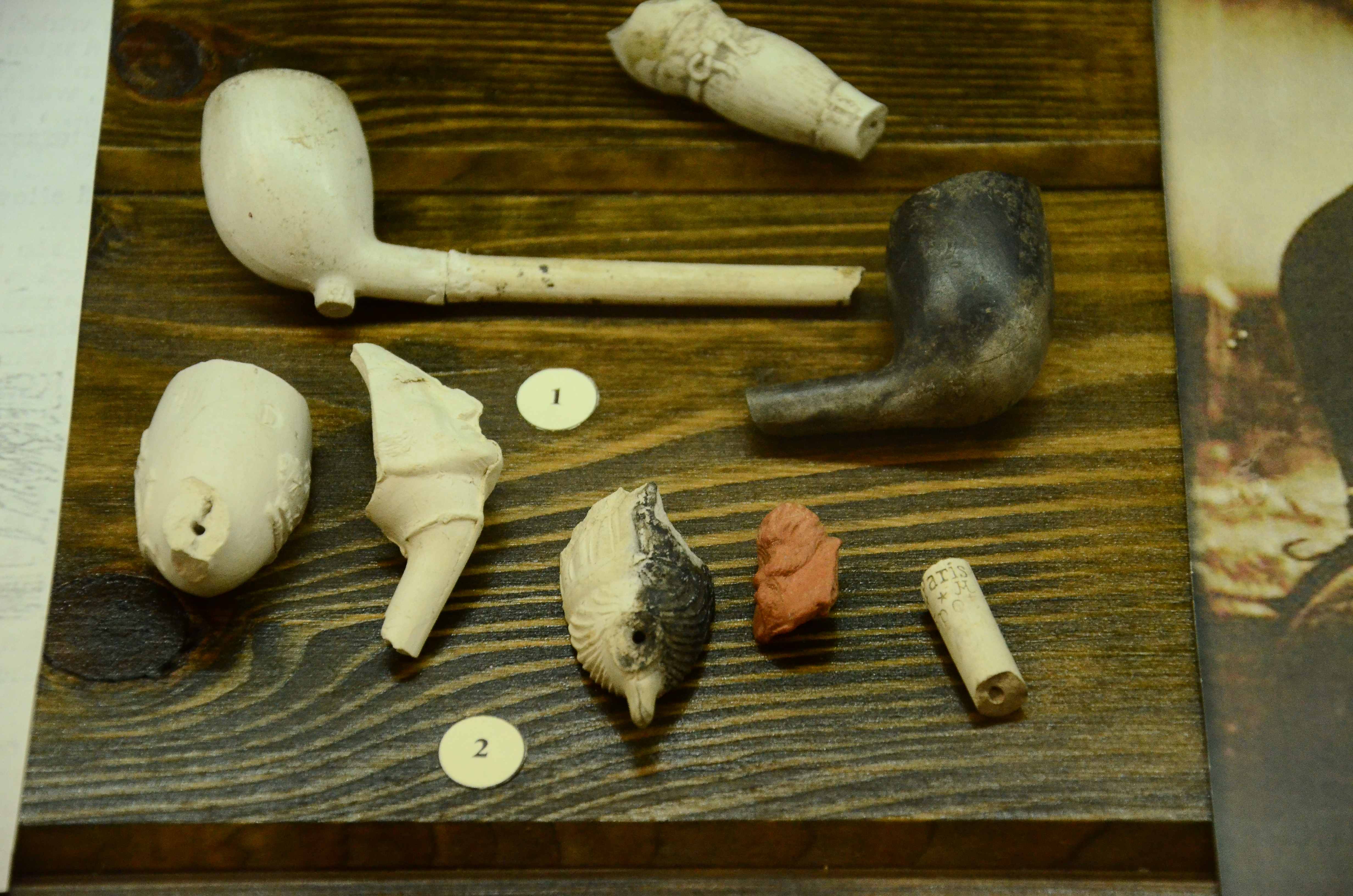
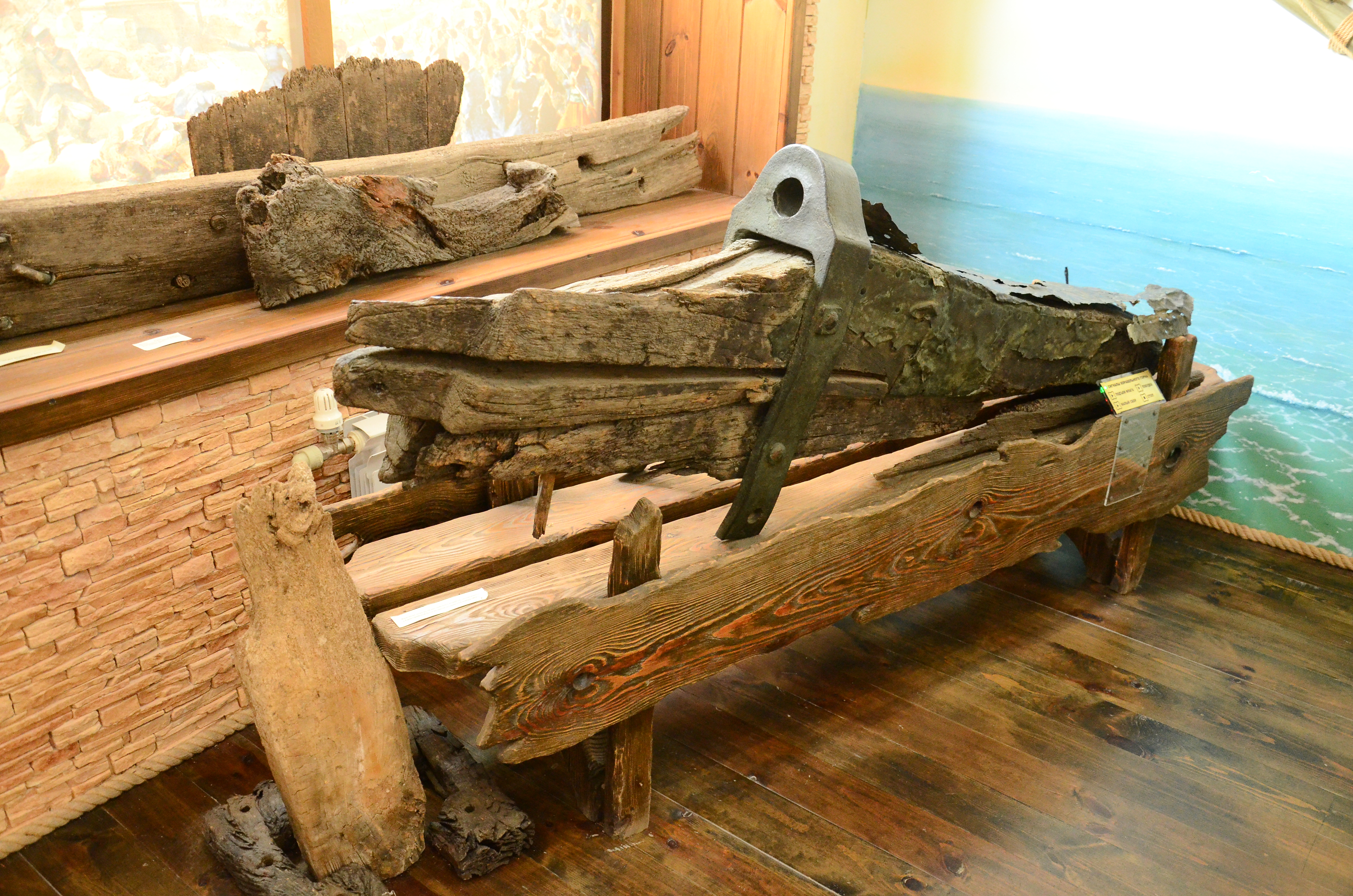
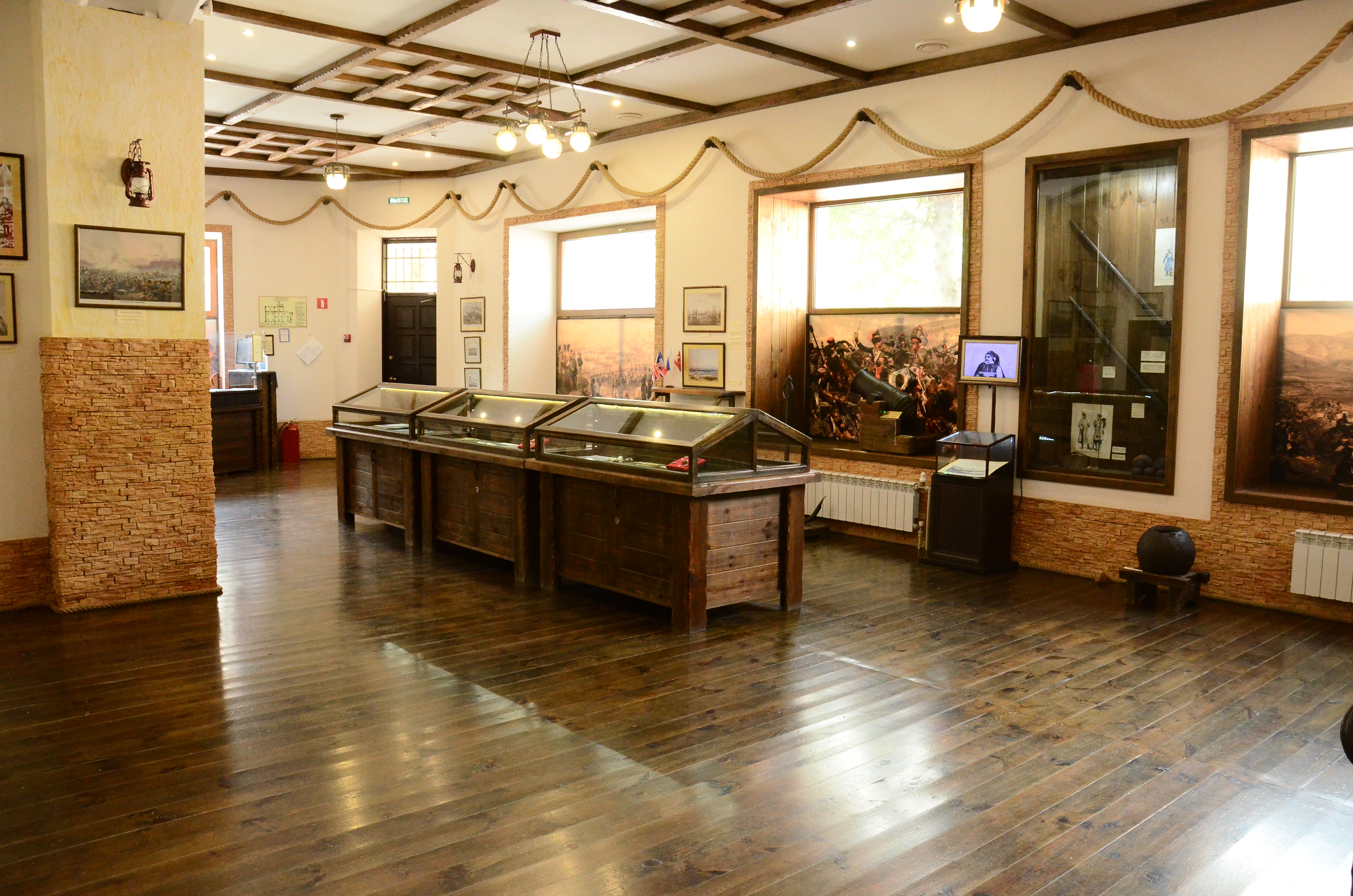